# Mucsfa
Mucsfa è un comune dell'Ungheria centro-meridionale di 428 abitanti (dati 2005). È situato nella contea di Tolna.